# Beautiful Girl (canción de INXS)
«Beautiful Girl» es el trigésimo quinto disco sencillo del grupo australiano de rock INXS, el quinto desprendido de su octavo álbum de estudio Welcome to Wherever You Are, y fue publicado el 13 de febrero de 1993. La canción fue escrita por Andrew Farriss, quien se inspiró para escribir esto por el nacimiento de su hija. En una entrevista por Debbie Kruger, el tecladista de INXS explicó: "Yo estaba escribiendo canciones como "Baby Don't Cry" y "Beautiful Girl"y las letras hablan sobre lo maravilloso que es tener algo más en tu vida aparte de ti que preocuparse y pensar ". La cosa más rara acerca de esta versión, fue en los Estados Unidos sólo estaba disponible en formato de casete y no en formato digital (disco compacto).
El vídeo de la canción es obra de Mark Pellington. El director de cine estadounidense no había trabajado antes con la banda, y en ese momento había realizado recientemente uno de los vídeos de la aclamada One de U2.
En el año 2010 se publicó el álbum Original Sin con versiones de otras bandas. Beatiful Girl la interpreta Pat Monahan de la banda Train. Brandon Flowers de la banda The Killers reveló que él grabó una versión de "Beautiful Girl" con la banda sin embargo, después de escuchar la versión de Pat Monahan decidió aplazar la grabación
Esta canción fue utilizada para una campaña de concienciación de televisión estadounidense acerca de los efectos de la anorexia.

## Músicos
- Michael Hutchence: voz principal y coros
- Tim Farriss: guitarra eléctrica y coros
- Kirk Pengilly: guitarra acústica y coros
- Andrew Farriss: piano electrónico, sintetizador y coros
- Garry Gary Beers: bajo
- Jon Farriss: batería y Caja de ritmos

## Formatos
Formatos del sencillo.
En disco de vinilo de 7"
7 pulgadas. 1993 Mercury Records 864 922-7 . 1992 Mercury Records INXS24 
| Lado A |                  |                |          |  |
| N.º    | Título           | Escritor(es)   | Duración |  |
| 1.     | «Beautiful Girl» | Andrew Farriss | 3:31     |  |

| Lado B |                                       |                                    |          |  |
| N.º    | Título                                | Escritor(es)                       | Duración |  |
| 1.     | «Strange Desire» (Original Recording) | Andrew Farriss y Michael Hutchence | 4:40     |  |

En Casete
| Casete. 1993 Atlantic Records 4-87383 . 1993 Mercury Records INXMC 24 |                                       |                                    |          |  |
| N.º                                                                   | Título                                | Escritor(es)                       | Duración |  |
| 1.                                                                    | «Beautiful Girl»                      | Andrew Farriss                     | 3:31     |  |
| 2.                                                                    | «Strange Desire» (Original Recording) | Andrew Farriss y Michael Hutchence | 4:40     |  |

| Casete. 1993 East West Records 45099-1844-4 |                                       |                                    |          |  |
| N.º                                         | Título                                | Escritor(es)                       | Duración |  |
| 1.                                          | «Beautiful Girl»                      | Andrew Farriss                     | 3:31     |  |
| 2.                                          | «Strange Desire» (Original Recording) | Andrew Farriss y Michael Hutchence | 4:40     |  |
| 3.                                          | «In My Living Room»                   | Tim Farriss                        | 3:56     |  |
| 4.                                          | «Ashtar Speaks»                       | Kirk Pengilly                      | 3:39     |  |

En CD
| CD 1993 Mercury Records 864 922-2 |                                       |                                    |          |  |
| N.º                               | Título                                | Escritor(es)                       | Duración |  |
| 1.                                | «Beautiful Girl»                      | Andrew Farriss                     | 3:31     |  |
| 2.                                | «Strange Desire» (Original Recording) | Andrew Farriss y Michael Hutchence | 4:40     |  |

| CD 1993 Mercury Records 864 953 2 INXCD 24 |                                       |                                    |          |  |
| N.º                                        | Título                                | Escritor(es)                       | Duración |  |
| 1.                                         | «Beautiful Girl»                      | Andrew Farriss                     | 3:31     |  |
| 2.                                         | «Strange Desire» (Original Recording) | Andrew Farriss y Michael Hutchence | 4:40     |  |
| 3.                                         | «In My Living Room»                   | Tim Farriss                        | 3:56     |  |
| 4.                                         | «Ashtar Speaks»                       | Kirk Pengilly                      | 3:39     |  |

| CD 1993 Mercury Records 864 923-2 INXCX 24 |                                        |                                    |          |  |
| N.º                                        | Título                                 | Escritor(es)                       | Duración |  |
| 1.                                         | «Beautiful Girl»                       | Andrew Farriss                     | 3:11     |  |
| 2.                                         | «Strange Desire» (Original Recording)  | Andrew Farriss y Michael Hutchence | 4:40     |  |
| 3.                                         | «Underneath The Colours» (Chicken Mix) | Andrew Farriss y Michael Hutchence | 4:08     |  |
| 4.                                         | «Wishing Well» (Instrumental)          | Andrew Farriss y Michael Hutchence | 3:26     |  |

| CD 1993 East West Records 450991832-2 |                                       |                                    |          |  |
| N.º                                   | Título                                | Escritor(es)                       | Duración |  |
| 1.                                    | «Beautiful Girl»                      | Andrew Farriss                     | 3:29     |  |
| 2.                                    | «Strange Desire» (Original Recording) | Andrew Farriss y Michael Hutchence | 4:40     |  |
| 3.                                    | «In My Living Room»                   | Tim Farriss                        | 3:56     |  |
| 4.                                    | «Ashtar Speaks»                       | Kirk Pengilly                      | 3:39     |  |
| 5.                                    | «Wishing Well» (Instrumental)         | Andrew Farriss y Michael Hutchence | 3:26     |  |

## Posicionamiento
| Listas (1993)                        | Posición |
| ------------------------------------ | -------- |
| EE. UU. Billboard Hot 100            | 46       |
| EE. UU. Billboard Modern Rock Tracks | 10       |
| UK Singles Chart                     | 23       |
| Listas musicales de Australia        | 34       |